# San Andrés (Tenerife)
San Andrés és una localitat costanera del municipi de Santa Cruz de Tenerife (Illes Canàries, Espanya). Està enclavada en la part sud del massís d'Anaga i té una població de 2.776 habitants.

## Història
La Vall de San Andrés ha estat poblat des de temps pretèrits, se sap que va ser habitat pels Guanxes, segons les fonts contemporànies a la conquesta de les Illes Canàries, una de les coves on residia el rei aborigen d'Anaga es trobava en el vall de Sant Andrés. En l'època de la conquesta, aquest mencey era Beneharo.
Els conqueridors castellans van fundar l'actual localitat el 1498, sent per tant un dels nuclis poblacionals més antics de les Illes Canàries. Fins al segle XVIII amb la construcció del castell, el lloc havia adquirit la reputació de «port de pirates» pel fet que el lloc era utilitzat com a desembarcador per les nombroses naus de saltejadors que freqüentaven les aigües de les illes Canàries per aquesta època.
El 1797, San Andrés participarà en la defensa de l'illa davant de l'atac de l'almirall Horatio Nelson, enviant milicians al port de Santa Cruz i evitant amb el seu castell l'assalt dels anglesos en aquesta part del costa.
Va ser un municipi independent entre 1813 i 1850, fins que s'annexionà a Santa Cruz de Tenerife. Durant la Guerra Civil i el període de postguerra, San Andrés viu moments de repressió dura i es converteix en lloc de l’ajust del contrari al règim de Franco.
Des dels anys 60 del segle xx, però sobretot als anys 2000, s'ha intentat transformar la localitat en un gran centre turístic relacionat amb la Playa de las Teresitas.
Entre els seus monuments destaquen el Castell de Sant Andreu i l'Església de Sant Andreu. Al costat d'aquesta localitat es troba la famosa Playa de las Teresitas una de les més importants de Canàries.